# Kurt Cobain Memorial Park
Kurt Cobain Memorial Park är en park invigd till minne av sångaren Kurt Cobain. Parken invigdes år 2011.